# Lasiopogon appalachensis
Lasiopogon appalachensis är en tvåvingeart som beskrevs av Cannings 2002. Lasiopogon appalachensis ingår i släktet Lasiopogon och familjen rovflugor. Inga underarter finns listade i Catalogue of Life.